# Trường công ở Anh
Trường công ở Anh được gọi là (tiếng Anh: State-funded schools (trường học do nhà nước tài trợ)), cung cấp dịch vụ giáo dục cho học sinh từ 3 đến 18 tuổi miễn phí. Khoảng 93% học sinh người Anh theo học tại các trường như vậy . Chúng bao gồm các trường học được gọi là academy có nhiều quyền tự trị hơn, các trường học cộng đồng (community school ở England và Wales thuộc chính quyền địa phương), các trường foundation school (cơ quan chính phủ có nhiều quyền hạn), trường học trợ giúp tự nguyện (voluntary aided school các tổ chức trợ giúp và có nhiều tiếng nói) và các trường học kiểm soát tự nguyện (voluntary controlled school: các tổ chức tuy góp phần xây dựng nhưng ít có tiếng nói hơn các trường voluntary aided school); một số ít là các trường nội trú nhà nước (state boarding school) và ba trường là Trường Cao đẳng Công nghệ Thành phố. Một thiểu số quan trọng là các trường học tôn giáo (faith school), gắn liền với các nhóm tôn giáo, đa số thường là Giáo hội Anh hoặc Nhà thờ Công giáo La Mã.
Tất cả những trường này được tài trợ thông qua thuế quốc gia và địa phương. Một số trường trung học được tài trợ bởi nhà nước là các trường chuyên biệt (specialist schools), nhận được kinh phí bổ sung để phát triển một hoặc nhiều môn học mà trường chuyên về. Các trường công lập có thể yêu cầu cha mẹ trả tiền cho các hoạt động ngoại khóa như học bơi và các chuyến đi dạo, miễn là các khoản phí này là tự nguyện.